# 高良壮族苗族瑶族乡
高良壮族苗族瑶族乡是中华人民共和国云南省曲靖市师宗县下辖的一个民族乡。

## 行政区划
高良壮族苗族瑶族乡下辖以下村级行政区划单位：
设里村、陇嘎村、坝林村、窝德村、纳厦村、戈勒村、团坡村、便料村、雨厦村、科白村和纳非村。